# Stanošina
Stanošina je naselje v Občini Podlehnik.